# Balthasar Bickel
Balthasar Bickel (* 19. Dezember 1965 in Flawil) ist ein Schweizer Sprachwissenschaftler. Bickel ist ein Spezialist auf den Gebieten der Sprachtypologie und der tibetobirmanischen Sprachen, besonders Sprachen der Kiranti-Gruppe.
Er ist Professor für Allgemeine Sprachwissenschaft am Institut für Vergleichende Sprachwissenschaft der Universität Zürich. Zwischen 2002 und 2011 war er Professor an der Universität Leipzig. Er war Doktorand am Max-Planck-Institut für Psycholinguistik in Nimwegen und promovierte an der Universität Zürich. Als Postdoc verbrachte er einige Jahre an der University of California, Berkeley, wo er eng mit Johanna Nichols zusammenarbeitete. 2016 wurde er zum Mitglied der Academia Europaea gewählt.
Bickels Schwerpunkte liegen in den Bereichen Tempus und Aspekt, Kongruenz und syntaktische Funktionen, morphologische Typologie, phonologische Wortdomänen, Arealtypologie, sprachliche Relativität, und in letzter Zeit quantitative Methoden in der Sprachtypologie. Er hat umfangreiche Feldforschungen zu Kiranti-Sprachen in Nepal durchgeführt, vor allem zum Belhare, Chintang und Puma. Er ist Mitherausgeber der Zeitschrift Studies in Language.

## Werke (Auswahl)
- Aspect, mood, and time in Belhare. ASAS, Zürich 1996.
- On the syntax of agreement in Tibeto-Burman. In: Studies in Language. Bd. 24 (2000), S. 583–609.
- Belhare. In: Graham Thurgood, Randy J. LaPolla (Hrsg.): The Sino-Tibetan languages. Routledge, London 2003, S. 546–570.
- Referential density in discourse and syntactic typology. In: Language. Bd. 79 (2003), S. 708–736.
- (mit Johanna Nichols) Inflectional synthesis of the verb. In: Martin Haspelmath, Matthew S. Dryer, David Gil, & Bernard Comrie (Hrsg.): The world atlas of language structures. Oxford University Press, Oxford 2005, S. 94–97 (online).
- Typology in the 21st century: major current developments. In: Linguistic Typology. Bd. 11 (2007), S. 239–251.
- Grammatical relations typology. In: Jae Jung Song (Hrsg.): The Oxford handbook of linguistic typology. Oxford University Press, Oxford 2011, S. 399–444.